# Wereldkampioenschappen schaatsen junioren
Tijdens het ISU congres van 1971 werd er besloten om een wereldkampioenschap schaatsen voor junioren op te zetten. Na twee zogenoemde test-kampioenschappen die in 1972 en 1973 plaatsvonden, waarbij de eerste editie alleen voor jongens was, werd het eerste officiële kampioenschap in 1974 in Cortina d'Ampezzo georganiseerd voor zowel jongens als meisjes. Sindsdien wordt het kampioenschap jaarlijks georganiseerd.
Tot en met de editie van 2001 betrof het enkel allround kampioenschappen. Vanaf 2002 konden er wereldtitels verdiend worden in de ploegenachtervolging. Het allround kampioenschap voor de jongens werd tot en met 2014 verreden over de 500, 1500, 3000 en 5000 meter (kleine vierkamp). Vanaf 2015 werd het allround kampioenschap verreden over de 500, 1000, 1500 en 5000 meter (kleine junioren vierkamp. Voor de meisjes wordt het allround kampioenschap sinds het begin van het WK junioren verreden over de 500, 1000, 1500 en 3000 meter (minivierkamp).
Vanaf de editie van 2009 wordt er ook op vier afstanden om de wereldtitel op individuele afstanden gestreden, bij de jongens op de 2x500, 1000, 1500 en 5000 meter, bij de meisjes op de 2x500, 1000, 1500 en 3000 meter. In 2009 organiseerde de ISU ook voor het eerst een wereldbekercyclus voor junioren waar het WK soms wel en soms geen deel van uitmaakt. Vanaf 2015 wordt de 500 meter nog maar eenmaal gereden, tevens werden in 2015 de massastart en de teamsprint aan het programma toegevoegd, waarmee het aantal te behalen wereldtitels tijdens dit schaatsevenement zestien bedraagt (zes individueel en twee in teamverband per sekse).
De leeftijdsgrens voor deelname aan dit kampioenschap is in de loop der jaren weleens aangepast. De huidige richtlijn voor deelname is dat de leeftijd van 19 jaar nog niet bereikt mag zijn op 1 juli voorafgaand aan het actuele schaatsseizoen.

## Allround

### Medaillewinnaars klassement jongens
| Jaar | Plaats               | Goud                            | Zilver                          | Brons                           |
| 1972 | Lisleby              | Joeri Kondakov                  | Nikolai Koezmenko               | Terje Andersen                  |
| 1973 | Assen                | Jan Heida                       | Nikolaj Koezmenko               | Kay Arne Stenshjemmet           |
| 1974 | Cortina d'Ampezzo    | Manfred Winter                  | Jan de Vries                    | Jan Meitus                      |
| 1975 | Strömsund            | Masayuki Kawahara               | Jan de Vries                    | Joop Pasman                     |
| 1976 | Madonna di Campiglio | Lee Young-ha                    | Eric Heiden                     | Jan de Vries                    |
| 1977 | Inzell               | Eric Heiden                     | Jan Junell                      | Hilbert van der Duim            |
| 1978 | Montréal             | Eric Heiden                     | Vitali Zazerski                 | Tom Erik Oxholm                 |
| 1979 | Grenoble             | Tomas Gustafson                 | Andreas Ehrig                   | Craig Kresller                  |
| 1980 | Assen                | Tomas Gustafson                 | Craig Kresller                  | Sergej Berezin                  |
| 1981 | Elverum              | Björn Nyland                    | Jean Pichette                   | Jörg Mademann                   |
| 1982 | Innsbruck            | Geir Karlstad                   | Igor Zjelezovski                | Jean Pichette                   |
| 1983 | Sarajevo             | Andrej Bobrov                   | Viatsjeslav Vidov               | Hansjörg Baltes                 |
| 1984 | Assen                | Valeri Goek                     | Alexandr Klimov                 | Bronislav Snetkov               |
| 1985 | Røros                | Valeri Goek                     | Ildar Garajev                   | Bronislav Snetkov               |
| 1986 | Sainte-Foy           | Bronislav Snetkov               | Ildar Garajev                   | Takuya Nakamura                 |
| 1987 | Strömsund            | Masahiko Omura                  | Naoki Kotake                    | Michael Spielmann               |
| 1988 | Seoel                | Michael Spielmann               | Cor-Jan Smulders                | Naoki Kotake                    |
| 1989 | Kiev                 | Andrej Anoefriejenko            | Rintje Ritsma                   | Naoki Kotake                    |
| 1990 | Obihiro              | Falko Zandstra                  | Ådne Søndrål                    | Arjan Schreuder                 |
| 1991 | Calgary              | Falko Zandstra                  | Sergej Barisjev                 | Keiji Shirahata                 |
| 1992 | Warschau             | Jeroen Straathof                | Hiroyuki Noake                  | Jakko Jan Leeuwangh             |
| 1993 | Baselga di Pinè      | Brian Smith                     | Ids Postma                      | Keiji Shirahata                 |
| 1994 | Berlijn              | Jan Bos                         | Marco Kramer                    | Shinya Tanaka                   |
| 1995 | Seinäjoki            | Bob de Jong                     | Mark Knoll                      | Yusuke Imai                     |
| 1996 | Calgary              | Bob de Jong                     | Mark Knoll                      | Mitsuru Watanabe                |
| 1997 | Butte                | Jelmer Beulenkamp               | André Vreugdenhil               | Gijs Buitelaar                  |
| 1998 | Roseville            | Dmitri Sjepel                   | Mark Tuitert                    | Bjarne Rykkje                   |
| 1999 | Geithus              | Mark Tuitert                    | Yuri Solinger                   | Choi Jae-bong                   |
| 2000 | Seinäjoki            | Johan Röjler                    | Takaharu Nakajima               | Jan Friesinger                  |
| 2001 | Groningen            | Shingo Doi                      | Mun Joon                        | Yeo Sang-yeop                   |
| 2002 | Collalbo             | Beorn Nijenhuis                 | Ivan Skobrev                    | Remco olde Heuvel               |
| 2003 | Kushiro              | Remco olde Heuvel               | Robert Lehmann                  | Lee Seung-hwan                  |
| 2004 | Roseville            | Justin Warsylewicz              | Sven Kramer                     | Yeo Sang-yeop                   |
| 2005 | Seinäjoki            | Sven Kramer                     | Wouter olde Heuvel              | Håvard Bøkko                    |
| 2006 | Erfurt               | Håvard Bøkko                    | Wouter olde Heuvel              | Shingo Hashibami                |
| 2007 | Innsbruck            | Sjoerd de Vries                 | Tim Roelofsen                   | Trevor Marsicano                |
| 2008 | Changchun            | Jan Blokhuijsen                 | Koen Verweij                    | Berden de Vries                 |
| 2009 | Zakopane             | Koen Verweij                    | Jonathan Kuck                   | Brian Hansen                    |
| 2010 | Moskou               | Koen Verweij                    | Brian Hansen                    | Antoine Gélinas-Beaulieu        |
| 2011 | Seinäjoki            | Sverre Lunde Pedersen           | Simen Spieler Nilsen            | Kristian Reistad Fredriksen     |
| 2012 | Obihiro              | Sverre Lunde Pedersen           | Thomas Krol                     | Simen Spieler Nilsen            |
| 2013 | Collalbo             | Seo Jeong-su                    | Simen Spieler Nilsen            | Andrea Giovannini               |
| 2014 | Bjugn                | Patrick Roest                   | Willem Hoolwerf                 | Emery Lehman                    |
| 2015 | Warschau             | Patrick Roest                   | Kim Min-seok                    | Marcel Bosker                   |
| 2016 | Changchun            | Benjamin Donnelly               | Kim Min-seok                    | Marcel Bosker                   |
| 2017 | Helsinki             | Chris Huizinga                  | Allan Dahl Johansson            | Tyson Langelaar                 |
| 2018 | Salt Lake City       | Allan Dahl Johansson            | Tyson Langelaar                 | Francesco Betti                 |
| 2019 | Baselga di Piné      | Chung Jae-won                   | Stepan Tsjistiakov              | Francesco Betti                 |
| 2020 | Tomaszów Mazowiecki  | Stepan Tsjistiakov              | Chung Jae-won                   | Pavel Taran                     |
| 2021 | Hachinohe            | Afgelast vanwege coronapandemie | Afgelast vanwege coronapandemie | Afgelast vanwege coronapandemie |
| 2022 | Innsbruck            | Joep Wennemars                  | Tim Prins                       | Emil Pedersen Matre             |
| 2023 | Inzell               | Jordan Stolz                    | Ho-jun Yang                     | Tim Prins                       |
| 2024 | Hachinohe            | Didrik Eng Strand               | Finn Sonnekalb                  | Finn Elias Haneberg             |
| 2025 | Collalbo             | Finn Sonnekalb                  | Metoděj Jílek                   | Didrik Eng Strand               |

#### Medailleverdeling individueel
Onderstaande klassementen zijn bijgewerkt tot en met het WK allround van 2025.
(Alleen wereldkampioenen die meervoudig medaillewinnaar zijn)
| #  | Land                  | Goud | Zilver | Brons | Totaal |
| -- | --------------------- | ---- | ------ | ----- | ------ |
| 1  | Eric Heiden           | 2    | 1      | 0     | 3      |
| 1  | Koen Verweij          | 2    | 1      | 0     | 3      |
| 3  | Tomas Gustafson       | 2    | 0      | 0     | 2      |
| 3  | Valeri Goek           | 2    | 0      | 0     | 2      |
| 3  | Falko Zandstra        | 2    | 0      | 0     | 2      |
| 3  | Bob de Jong           | 2    | 0      | 0     | 2      |
| 3  | Sverre Lunde Pedersen | 2    | 0      | 0     | 2      |
| 3  | Patrick Roest         | 2    | 0      | 0     | 2      |
| 9  | Mark Tuitert          | 1    | 1      | 0     | 2      |
| 9  | Sven Kramer           | 1    | 1      | 0     | 2      |
| 9  | Allan Dahl Johansson  | 1    | 1      | 0     | 2      |
| 9  | Chung Jae-won         | 1    | 1      | 0     | 2      |
| 9  | Stepan Tsjistiakov    | 1    | 1      | 0     | 2      |
| 14 | Bronislav Snetkov     | 1    | 0      | 2     | 3      |
| 15 | Michael Spielmann     | 1    | 0      | 1     | 2      |
| 15 | Remco olde Heuvel     | 1    | 0      | 1     | 2      |
| 15 | Håvard Bøkko          | 1    | 0      | 1     | 2      |
| 15 | Didrik Eng Strand     | 1    | 0      | 1     | 2      |

#### Medailleverdeling per land
| Plaats | Land                           | Goud | Zilver | Brons | Totaal |
| 1      | Nederland                      | 20   | 17     | 12    | 49     |
| 2      | Noorwegen                      | 7    | 4      | 9     | 20     |
| 3      | Sovjet-Unie                    | 6    | 9      | 3     | 18     |
| 4      | Verenigde Staten               | 4    | 4      | 4     | 12     |
| 5      | Zuid-Korea                     | 3    | 5      | 4     | 12     |
| 6      | Japan                          | 3    | 3      | 9     | 15     |
| 7      | Zweden                         | 3    | 1      | 0     | 4      |
| 8      | Canada                         | 2    | 4      | 3     | 9      |
| 9      | Rusland                        | 2    | 2      | 1     | 5      |
| 10     | Duitse Democratische Republiek | 2    | 1      | 2     | 5      |
| 11     | Duitsland                      | 1    | 2      | 1     | 4      |
| 12     | Italië                         | 0    | 0      | 3     | 3      |
| 13     | Tsjechië                       | 0    | 1      | 0     | 1      |
| 14     | West-Duitsland                 | 0    | 0      | 1     | 1      |
| 14     | Polen                          | 0    | 0      | 1     | 1      |
| Totaal | Totaal                         | 52   | 52     | 52    | 156    |

### Medaillewinnaars klassement meisjes
| Jaar | Plaats               | Goud                            | Zilver                          | Brons                           |
| 1973 | Assen                | Sylvia Burka                    | Froukje Jongsma                 | Kay Lunda                       |
| 1974 | Cortina d'Ampezzo    | Erwina Ryś                      | Tatjana Fradina                 | Tatjana Timosjina               |
| 1975 | Strömsund            | Heike Lange                     | Erwina Ryś                      | Pietje Postma                   |
| 1976 | Madonna di Campiglio | Liz Appleby                     | Beth Heiden                     | Katrin Loernz                   |
| 1977 | Inzell               | Kim Kostron                     | Beth Heiden                     | Bjørg Eva Jensen                |
| 1978 | Montréal             | Beth Heiden                     | Bjørg Eva Jensen                | Ines Bautzmann                  |
| 1979 | Grenoble             | Beth Heiden                     | Bjørg Eva Jensen                | Ria Visser                      |
| 1980 | Assen                | Bjørg Eva Jensen                | Sarah Docter                    | Ria Visser                      |
| 1981 | Elverum              | Sarah Docter                    | Elke Wirsing                    | Yvonne van Gennip               |
| 1982 | Innsbruck            | Angela Stahnke                  | Yvonne van Gennip               | Seiko Hashimoto                 |
| 1983 | Sarajevo             | Angela Stahnke                  | Seiko Hashimoto                 | Sjouke Hoffmann                 |
| 1984 | Assen                | Angela Stahnke                  | Galina Voilochnikova            | Song Hwa-Son                    |
| 1985 | Røros                | Cornelia Dick                   | Ljoedmila Toeberozova           | Monique Garbrecht               |
| 1986 | Sainte-Foy           | Monique Garbrecht               | Anja Ulbricht                   | Ljoedmila Toeberozova           |
| 1987 | Strömsund            | Monique Garbrecht               | Anja Ulbricht                   | Silke Luding                    |
| 1988 | Seoel                | Emi Tanaka                      | Claudia Pechstein               | Shiho Kusunose                  |
| 1989 | Kiev                 | Ulrike Adeberg                  | Anke Baier                      | Sandra Zwolle                   |
| 1990 | Obihiro              | Ulrike Adeberg                  | Anke Baier                      | Takako Tetsuda                  |
| 1991 | Calgary              | Anke Baier                      | Svetlana Bazjanova              | Sabine Völker                   |
| 1992 | Warschau             | Nami Nemoto                     | Sabine Völker                   | Tatyana Trapeznikova            |
| 1993 | Baselga di Pinè      | Franziska Schenk                | Mie Shimizu                     | Maki Tabata                     |
| 1994 | Berlijn              | Mie Shimizu                     | Anni Friesinger                 | Marianne Timmer                 |
| 1995 | Seinäjoki            | Becky Sundstrom                 | Anni Friesinger                 | Chris Scheels                   |
| 1996 | Calgary              | Anni Friesinger                 | Renate Groenewold               | Aki Tonoike                     |
| 1997 | Butte                | Kirstin Holum                   | Bak Eun-bi                      | Kanae Kobayashi                 |
| 1998 | Roseville            | Aki Tonoike                     | Catherine Raney                 | Frijke Schaafsma                |
| 1999 | Geithus              | Helen van Goozen                | Yuri Obara                      | Keiko Taguchi                   |
| 2000 | Seinäjoki            | Frédérique Ankoné               | Wieteke Cramer                  | Heike Hartmann                  |
| 2001 | Groningen            | Frédérique Ankoné               | Heike Hartmann                  | Elma de Vries                   |
| 2002 | Collalbo             | Elma de Vries                   | Eriko Ishino                    | Judith Hesse                    |
| 2003 | Kushiro              | Shannon Rempel                  | Eriko Ishino                    | Maria Lamb                      |
| 2004 | Roseville            | Eriko Ishino                    | Ireen Wüst                      | Shannon Rempel                  |
| 2005 | Seinäjoki            | Ireen Wüst                      | Annette Gerritsen               | Maria Lamb                      |
| 2006 | Erfurt               | Kim Yu-rim                      | Martina Sáblíková               | Lee Ju-youn                     |
| 2007 | Innsbruck            | Noh Seon-yeong                  | Laurine van Riessen             | Fu Chunyan                      |
| 2008 | Changchun            | Marrit Leenstra                 | Justine l'Heureux               | Jorieke van der Geest           |
| 2009 | Zakopane             | Roxanne van Hemert              | Yvonne Nauta                    | Katarzyna Woźniak               |
| 2010 | Moskou               | Lotte van Beek                  | Hege Bøkko                      | Karolína Erbanová               |
| 2011 | Seinäjoki            | Karolína Erbanová               | Pien Keulstra                   | Lotte van Beek                  |
| 2012 | Obihiro              | Miho Takagi                     | Karolína Erbanová               | Kim Bo-reum                     |
| 2013 | Collalbo             | Miho Takagi                     | Antoinette de Jong              | Kaitlyn McGregor                |
| 2014 | Bjugn                | Antoinette de Jong              | Melissa Wijfje                  | Jelizaveta Kazelina             |
| 2015 | Warschau             | Melissa Wijfje                  | Sanneke de Neeling              | Jelizaveta Kazelina             |
| 2016 | Changchun            | Jelizaveta Kazelina             | Han Mei                         | Park Ji-woo                     |
| 2017 | Helsinki             | Jutta Leerdam                   | Joy Beune                       | Sanne In 't Hof                 |
| 2018 | Salt Lake City       | Joy Beune                       | Jutta Leerdam                   | Elisa Dul                       |
| 2019 | Baselga di Piné      | Femke Kok                       | Karolina Bosiek                 | Ragne Wiklund                   |
| 2020 | Tomaszów Mazowiecki  | Femke Kok                       | Robin Groot                     | Alexa Scott                     |
| 2021 | Hachinohe            | Afgelast vanwege coronapandemie | Afgelast vanwege coronapandemie | Afgelast vanwege coronapandemie |
| 2022 | Innsbruck            | Jade Groenewoud                 | Evelien Vijn                    | Park Chae-won                   |
| 2023 | Inzell               | Angel Daleman                   | Greta Myers                     | Jade Groenewoud                 |
| 2024 | Hachinohe            | Angel Daleman                   | Aurora Grinden Løvås            | Meike Veen                      |
| 2025 | Collalbo             | Jeannine Rosner                 | Emily Tormen                    | Jasmijn Veenhuis                |

#### Medailleverdeling individueel
Onderstaande klassementen zijn bijgewerkt tot en met het WK allround van 2025.
| #  | Land                | Goud | Zilver | Brons | Totaal |
| -- | ------------------- | ---- | ------ | ----- | ------ |
| 1  | Angela Stahnke      | 3    | 0      | 0     | 3      |
| 2  | Beth Heiden         | 2    | 2      | 0     | 4      |
| 3  | Monique Garbrecht   | 2    | 0      | 1     | 3      |
| 4  | Ulrike Adeberg      | 2    | 0      | 0     | 2      |
| 4  | Frédérique Ankoné   | 2    | 0      | 0     | 2      |
| 4  | Miho Takagi         | 2    | 0      | 0     | 2      |
| 4  | Femke Kok           | 2    | 0      | 0     | 2      |
| 4  | Angel Daleman       | 2    | 0      | 0     | 2      |
| 9  | Bjørg Eva Jensen    | 1    | 2      | 1     | 4      |
| 10 | Anke Baier          | 1    | 2      | 0     | 3      |
| 10 | Anni Friesinger     | 1    | 2      | 0     | 3      |
| 10 | Eriko Ishino        | 1    | 2      | 0     | 3      |
| 12 | Karolína Erbanová   | 1    | 1      | 1     | 3      |
| 14 | Erwina Ryś          | 1    | 1      | 0     | 2      |
| 14 | Sarah Docter        | 1    | 1      | 0     | 2      |
| 14 | Mie Shimizu         | 1    | 1      | 0     | 2      |
| 14 | Ireen Wüst          | 1    | 1      | 0     | 2      |
| 14 | Antoinette de Jong  | 1    | 1      | 0     | 2      |
| 14 | Melissa Wijfje      | 1    | 1      | 0     | 2      |
| 14 | Joy Beune           | 1    | 1      | 0     | 2      |
| 14 | Jutta Leerdam       | 1    | 1      | 0     | 2      |
| 22 | Jelizaveta Kazelina | 1    | 0      | 2     | 3      |
| 23 | Aki Tonoike         | 1    | 0      | 1     | 2      |
| 23 | Elma de Vries       | 1    | 0      | 1     | 2      |
| 23 | Shannon Rempel      | 1    | 0      | 1     | 2      |
| 23 | Lotte van Beek      | 1    | 0      | 1     | 2      |
| 23 | Jade Groenewoud     | 1    | 0      | 1     | 2      |

#### Medailleverdeling per land
| Plaats | Land                           | Goud | Zilver | Brons | Totaal |
| 1      | Nederland                      | 17   | 16     | 15    | 48     |
| 2      | Duitse Democratische Republiek | 9    | 6      | 5     | 20     |
| 3      | Japan                          | 7    | 5      | 7     | 19     |
| 4      | Verenigde Staten               | 6    | 5      | 5     | 16     |
| 5      | Duitsland                      | 3    | 4      | 3     | 10     |
| 6      | Canada                         | 3    | 1      | 1     | 5      |
| 7      | Zuid-Korea                     | 2    | 1      | 4     | 7      |
| 8      | Noorwegen                      | 1    | 4      | 2     | 7      |
| 9      | Polen                          | 1    | 2      | 1     | 4      |
| 9      | Tsjechië                       | 1    | 2      | 1     | 4      |
| 11     | Rusland                        | 1    | 0      | 2     | 3      |
| 12     | Oostenrijk                     | 1    | 0      | 0     | 1      |
| 13     | Sovjet-Unie                    | 0    | 4      | 2     | 6      |
| 14     | China                          | 0    | 1      | 1     | 2      |
| 15     | Italië                         | 0    | 1      | 0     | 1      |
| 16     | GOS                            | 0    | 0      | 1     | 1      |
| 16     | Noord-Korea                    | 0    | 0      | 1     | 1      |
| 16     | Zwitserland                    | 0    | 0      | 1     | 1      |
| Totaal | Totaal                         | 52   | 52     | 52    | 156    |

## Ploegenachtervolging

### Jongens
| Jaar | Plaats              | Goud | Zilver | Brons                                                                |
| 2002 | Collalbo            | Zuid-Korea Lee Seung-hwan Mun Joon Yeo Sang-yeop                                                             | Japan Michihiro Ara Shingo Doi Masaki Hirano                                                                 | Nederland Beorn Nijenhuis Remco olde Heuvel Tom Prinsen              |
| 2003 | Kushiro             | Japan Michihiro Ara Shingo Doi Genki Matsuoka                                                                | Nederland Rhian Ket Arjen van der Kieft Remco olde Heuvel                                                    | Zuid-Korea Lee Jong-woo Lee Seung-hwan Yeo Sang-yeop                 |
| 2004 | Roseville           | Zuid-Korea Lee Jin-woo Lee Jong-woo Yeo Sang-yeop                                                            | Canada Denny Morrison François-Olivier Roberge Justin Warsylewicz                                            | Japan Yasuyuki Iiyama Yuya Sakai Katsunori Sato                      |
| 2005 | Seinäjoki           | Nederland Michael Kaatee Sven Kramer Wouter olde Heuvel                                                      | Canada Denny Morrison François Olivier Roberge Justin Warsylewicz                                            | Verenigde Staten Mike Blumel Paul Dyrud Patrick Meek                 |
| 2006 | Erfurt              | Nederland Ted-Jan Bloemen Boris Kusmirak Wouter olde Heuvel                                                  | Zuid-Korea Choi Jin-yong Mo Tae-bum Kim Yeong-ho                                                             | Canada Lucas Makowsky Matthew McLean Aaron Sadlier                   |
| 2007 | Innsbruck           | Nederland Jan Blokhuijsen Stevin Hilbrands Tim Roelofsen Sjoerd de Vries                                     | Duitsland Alexej Baumgärtner Patrick Beckert Eric Rauschenbach                                               | Zuid-Korea Hong Seong-kon Kim Yeong-ho Mo Tae-bum                    |
| 2008 | Changchun           | Nederland Jan Blokhuijsen Tom Schuit Koen Verweij Berden de Vries                                            | Italië Daniele Berlanda Marco Cignini Jan Daldossi                                                           | Verenigde Staten Laurence Ducker Brian Hansen Trevor Marsicano       |
| 2009 | Zakopane            | Nederland Lucas van Alphen Pim Cazemier Koen Verweij                                                         | Duitsland Patrick Beckert Hubert Hirschbichler Niklas Kleyling                                               | Verenigde Staten Laurence Ducker Brian Hansen Jonathan Kuck          |
| 2010 | Moskou              | Noorwegen Håvard Holmefjord Lorentzen Simen Spieler Nilsen Sverre Lunde Pedersen                             | Zuid-Korea Ha Hang-seon Kim Woo-jin Park Seok-min                                                            | Nederland Lucas van Alphen Frank Hermans Koen Verweij Maurice Vriend |
| 2011 | Seinäjoki           | Nederland Frank Hermans Thomas Krol Aron Romeijn Maurice Vriend                                              | Noorwegen Kristian Reistad Fredriksen Håvard Holmefjord Lorentzen Simen Spieler Nilsen Sverre Lunde Pedersen | Japan Junya Miwa Takuro Oda Shota Nakamura Shunsuke Nakamura         |
| 2012 | Obihiro             | Noorwegen Kristian Reistad Fredriksen Håvard Holmefjord Lorentzen Simen Spieler Nilsen Sverre Lunde Pedersen | Zuid-Korea Kim Cheol-min Kim Jin-su Lee Jin-yeong                                                            | Nederland Jorjan Joritsma Thomas Krol Kai Verbij                     |
| 2013 | Collalbo            | Italië Andrea Giovannini Andrea Stefani Nicola Tumolero                                                      | Zuid-Korea Kim Yeong-jin Seo Jeong-su So Han-jae                                                             | Japan Junya Miwa Shota Nakamura Masahito Obayashi                    |
| 2014 | Bjugn               | Zuid-Korea Kim Min-seok Park Ki-woong So Han-jae                                                             | Japan Seitaro Ichinohe Shoya Ogawa Shane Williamson                                                          | China Liu Yiming Xu Chenglong Yang Fan                               |
| 2015 | Warschau            | Nederland Marcel Bosker Wesly Dijs Patrick Roest                                                             | Zuid-Korea Kim Min-seok Oh Hyun-min Park Ki-woong                                                            | Japan Riki Hayashi Seitaro Ichinohe Aoi Yokoyama                     |
| 2016 | Changchun           | Zuid-Korea Kim Min-seok Oh Hyun-min Park Ki-woong                                                            | Canada Benjamin Donnelly Christopher Fiola Tyson Langelaar                                                   | China Alemasi Kahanboi Wu Ju Zhang Chuang                            |
| 2017 | Helsinki            | Japan Riki Hayashi Riku Tsuchiya Aoi Yokoyama                                                                | Nederland Chris Huizinga Tijmen Snel Marwin Talsma                                                           | Noorwegen Marius Bratli Magnus Bakken Haugli Allan Dahl Johansson    |
| 2018 | Salt Lake City      | Zuid-Korea Lee Do-hyung Kim Min-seok Chung Jae-won                                                           | Japan Riki Hayashi Kohki Takamisawa Taishi Yamamoto                                                          | Rusland Sergej Loginov Aleksandr Podolskii Jegor Sjkolin             |
| 2019 | Baselga di Piné     | Noorwegen Hallgeir Engebråten Tobias Fløiten Isak Høiby                                                      | Rusland Daniil Aldosjkin Sergej Loginov Stepan Tsjistiakov                                                   | Nederland Merijn Scheperkamp Yves Vergeer Jordy van Workum           |
| 2020 | Tomaszów Mazowiecki | Rusland Daniil Aldosjkin Pavel Taran Stepan Tsjistiakov                                                      | Japan Motonaga Arito Tsubasa Horikawa Taiyo Morino                                                           | Nederland Jarle Gerrits Yves Vergeer Harm Visser                     |
| 2021 | Hachinohe           | Afgelast vanwege coronapandemie                                                                              | Afgelast vanwege coronapandemie                                                                              | Afgelast vanwege coronapandemie                                      |
| 2022 | Innsbruck           | Japan Kotaro Kasahara Issei Matsumoto Shomu Sasaki                                                           | Nederland Stijn van de Bunt Tim Prins Joep Wennemars                                                         | Noorwegen Sondre Buer Åsebø Sigurd Henriksen Emil Pedersen Matre     |
| 2023 | Inzell              | NederlandSijmen Egberts Remco Stam Tim Prins                                                                 | NoorwegenDidrik Eng Strand Sigurd Henriksen Emil Pedersen Matre                                              | JapanKoutaro Kasahara Sou Kikuhara Shomu Sasaki                      |
| 2024 | Hachinohe           | CanadaDaniel Hall Max Poulin Luca Veeman                                                                     | NoorwegenDidrik Eng Strand Sigurd Henriksen Finn Elias Haneberg                                              | JapanYuta Fuchigami Takumi Murashita Taiki Shingai                   |
| 2025 | Collalbo            | JapanShomu Sasaki Taiga Sasaki Taiki Shingai                                                                 | NederlandMats Bendijk Mika Kolder Sil van der Veen                                                           | NoorwegenEirik Andersen Filip Møller Nordal Didrik Eng Strand        |

### Meisjes
| Jaar | Plaats              | Goud                                                                | Zilver                                                        | Brons                                                                               |
| 2002 | Collalbo            | Nederland Mariska Huisman Annelies van der Ploeg Elma de Vries      | Zuid-Korea Choi Yun-suk Lee Bo-ra Lee So-yeon                 | Duitsland Monique Angermüller Judith Hesse Nadine Seidenglanz                       |
| 2003 | Kushiro             | Nederland Maaike Head Mariska Huisman Jorien Voorhuis               | Japan Eriko Ishino Minatsu Onodera Megumi Yamazaki            | Canada Marilou Asselin Brittany Schussler Shannon Sibold                            |
| 2004 | Roseville           | Nederland Tessa van Dijk Annette Gerritsen Jorien Voorhuis          | Japan Eriko Ishino Minatsu Onodera Maki Tsuji                 | Canada Marilou Asselin Shannon Rempel Brittany Schussler                            |
| 2005 | Seinäjoki           | Nederland Tessa van Dijk Annette Gerritsen Ireen Wüst               | Zuid-Korea Lee Joo-yeon Lee Sang-hwa Noh Seon-yeong           | Duitsland Stephanie Beckert Franziska Petereit Karoline Zillmann                    |
| 2006 | Erfurt              | Nederland Ingeborg Kroon Maren van Spronsen Foske Tamar van der Wal | Zuid-Korea Kim Yoo-rim Lee Joo-yeon Noh Seon-yeong            | Japan Shoko Fujimura Masako Hozumi Shiho Ishizawa                                   |
| 2007 | Innsbruck           | Nederland Natasja Bruintjes Ingeborg Kroon Laurine van Riessen      | Zuid-Korea Kim Yoo-rim Noh Seon-yeong Park Seung-ju           | China Fu Chunyan Li Haiyang Wang Mengying                                           |
| 2008 | Changchun           | Nederland Jorieke van der Geest Roxanne van Hemert Marrit Leenstra  | Duitsland Bente Kraus Denise Roth Dominique Thomas            | China Fu Chunyan Huang Baiying Li Haiyang                                           |
| 2009 | Zakopane            | Nederland Jorieke van der Geest Roxanne van Hemert Yvonne Nauta     | Japan Mai Kiyama Miho Takagi Risa Takayama                    | Zuid-Korea Ahn Jee-min Lim Jung-soo Park Do-yeong                                   |
| 2010 | Moskou              | Nederland Lotte van Beek Roxanne van Hemert Yvonne Nauta            | Japan Misaki Oshigiri Miho Takagi Nana Takagi Nana Takahashi  | Zuid-Korea Ahn Jee-min Kim Hyun-yung Park Do-yeong                                  |
| 2011 | Seinäjoki           | Zuid-Korea Kim Bo-reum Kim Hyun-yung Lim Jung-soo Park Do-yeong     | Japan Natsumi Kado Misaki Oshigiri Miho Takagi Nana Takahashi | Canada Kali Christ Kate Hanly Jenessa Kemp Brianne Tutt                             |
| 2012 | Obihiro             | Zuid-Korea Kim Bo-reum Lim Jung-soo Park Do-yeong                   | Canada Kate Hanly Heather McLean Josie Spence                 | Rusland Tatjana Oesjakova Aleksandra Stsjelkonogova Olesja Tsjernega Anna Tsjernova |
| 2013 | Collalbo            | Japan Ayano Sato Miho Takagi Saori Toi                              | Zuid-Korea Heo Yoon-hee Nam Ji-eun Park Cho-won               | Nederland Reina Anema Antoinette de Jong Jade van der Molen                         |
| 2014 | Bjugn               | Nederland Antoinette de Jong Jade van der Molen Melissa Wijfje      | Zuid-Korea Nam Ji-eun Park Cho-won Park Ji-woo                | Japan Nene Sakai Ayano Sato Natsumi Takayama                                        |
| 2015 | Warschau            | Nederland Sanneke de Neeling Esmee Visser Melissa Wijfje            | Zuid-Korea Kim Ha-eun Park Cho-won Park Ji-woo                | Japan Nene Sakai Ayano Sato Mizuho Takayama                                         |
| 2016 | Changchun           | Nederland Loes Adegeest Esther Kiel Femke Markus                    | Zuid-Korea Eom Chae-rin Park Cho-won Park Ji-woo              | Japan Moe Kitahara Ayano Sato Rio Yamada                                            |
| 2017 | Helsinki            | Nederland Joy Beune Elisa Dul Sanne In 't Hof                       | Japan Kanako Iijima Seia Kawamura Moe Kitahara                | Italië Noemi Bonazza Chiara Cristelli Deborah Grisenti                              |
| 2018 | Salt Lake City      | Nederland Joy Beune Elisa Dul Jutta Leerdam                         | Japan Yui Fujimori Karuna Koyama Lemi Williamson              | Zuid-Korea Park Chae-eun Park Ji-woo Yoon Jung-min                                  |
| 2019 | Baselga di Piné     | Japan Rin Kosaka Karuna Koyama Lemi Williamson                      | Nederland Robin Groot Femke Kok Paulien Verhaar               | Rusland Jelizaveta Agofosjina Anastasia Grigoreva Kristina Silaeva                  |
| 2020 | Tomaszów Mazowiecki | Nederland Merel Conijn Robin Groot Femke Kok                        | Japan Ayuri Fukuoka Momoka Horikawa Rin Kosaka                | Rusland Jelizaveta Agafosjina Anastasia Grigoreva Alexandra Kravtsjenko             |
| 2021 | Hachinohe           | Afgelast vanwege coronapandemie                                     | Afgelast vanwege coronapandemie                               | Afgelast vanwege coronapandemie                                                     |
| 2022 | Innsbruck           | Nederland Jade Groenewoud Chloé Hoogendoorn Evelien Vijn            | Rusland Kseniia Korzhova Daria Pavlova Valeriia Sorokoletova  | Duitsland Marlen Ehseluns Maira Jasch Josephine Schlörb                             |
| 2023 | Inzell              | NederlandJade Groenewoud Chloé Hoogendoorn Angel Daleman            | Verenigde StatenMarley Soldan Greta Myers Thalia Staehle      | DuitslandMelissa Schaefer Maira Jasch Josephine Schlörb                             |
| 2024 | Hachinohe           | JapanYukina Hatakeyama Emika Miyagawa Hana Noake                    | NederlandAngel Daleman Patricia Koot Meike Veen               | KazachstanMariya Degen Alina Sjoemekova Kristina Sjoemekova                         |
| 2025 | Collalbo            | NederlandBritt Breider Jasmijn Veenhuis Rosalie van Vliet           | PolenZofia Braun Hanna Mazur Emilia Zawisza                   | JapanSaki Judo Tomoka Okuaki Ayano Sekiguchi                                        |

## Afstanden

### Jongens

#### 500 meter
| Jaar | Plaats              | Goud                            | Zilver                          | Brons                           |
| 2009 | Zakopane            | Mitchell Whitmore               | Richard MacLennan               | Guillaume Blais-Dufour          |
| 2010 | Moskou              | Artur Nogal                     | Richard MacLennan               | Aleksei Bondartsjoek            |
| 2011 | Seinäjoki           | Kim Sung-kyu                    | Laurent Dubreuil                | Tsubasa Hasegawa                |
| 2012 | Obihiro             | Laurent Dubreuil                | Tsubasa Hasegawa                | Kim Woo-jin                     |
| 2013 | Collalbo            | Tsubasa Hasegawa                | Im Joon-hong                    | Kim Jun-ho                      |
| 2014 | Bjugn               | Kai Verbij                      | Takuya Goto                     | Dai Dai Ntab                    |
| 2015 | Warschau            | Kim Jun-ho                      | Yang Fan                        | Patrick Roest                   |
| 2016 | Changchun           | Ihnat Halavatsjoek              | Christopher Fiola               | Yang Tao                        |
| 2017 | Helsinki            | Koki Kubo                       | Sun Xuefeng                     | Roeslan Zacharov                |
| 2018 | Salt Lake City      | Chung Jae-woong                 | Torai Ishikawa                  | Koki Kubo                       |
| 2019 | Baselga di Piné     | Koki Kubo                       | Artjom Arefjev                  | Katsuhiro Karatsubo             |
| 2020 | Tomaszów Mazowiecki | Katsuhiro Kuratsubo             | Artjom Arefjev                  | Wataru Morishige                |
| 2021 | Hachinohe           | Afgelast vanwege coronapandemie | Afgelast vanwege coronapandemie | Afgelast vanwege coronapandemie |
| 2022 | Innsbruck           | Joep Wennemars                  | Nil Llop                        | Yuta Hirose                     |
| 2023 | Inzell              | Jordan Stolz                    | Issa Gunji                      | Tim Prins                       |
| 2024 | Hachinohe           | Koo Kyung-min                   | Yuta Hirose                     | Issa Gunji                      |
| 2025 | Collalbo            | Jalen Doan                      | Fuga Tsujimoto                  | Finn Sonnekalb                  |

#### 1000 meter
| Jaar | Plaats              | Goud                            | Zilver                          | Brons                           |
| 2009 | Zakopane            | Jan Daldossi                    | Jonathan Kuck                   | Roman Kretsj                    |
| 2010 | Moskou              | Brian Hansen                    | Richard MacLennan               | Koen Verweij                    |
| 2011 | Seinäjoki           | Kim Sung-kyu                    | Tommi Pulli                     | Maurice Vriend                  |
| 2012 | Obihiro             | Håvard Holmefjord Lorentzen     | Tommi Pulli                     | Laurent Dubreuil                |
| 2013 | Collalbo            | Im Joon-hong                    | Kai Verbij                      | Lennart Velema                  |
| 2014 | Bjugn               | Kai Verbij                      | Armin Hager                     | Taro Kondo                      |
| 2015 | Warschau            | Yang Fan                        | Patrick Roest                   | Stanislav Palkin                |
| 2016 | Changchun           | Benjamin Donnelly               | Kim Min-seok                    | Marten Liiv                     |
| 2017 | Helsinki            | Allan Dahl Johansson            | Koki Kubo                       | Tyson Langelaar                 |
| 2018 | Salt Lake City      | Koki Kubo                       | Allan Dahl Johansson            | Chung Jae-woong                 |
| 2019 | Baselga di Piné     | Janno Botman                    | Chung Jae-won                   | Stepan Tsjistiakov              |
| 2020 | Tomaszów Mazowiecki | Peder Kongshaug                 | Cho Sang-hyeok                  | Katsuhiro Kuratsubo             |
| 2021 | Hachinohe           | Afgelast vanwege coronapandemie | Afgelast vanwege coronapandemie | Afgelast vanwege coronapandemie |
| 2022 | Innsbruck           | Joep Wennemars                  | Kayo Vos                        | Tim Prins                       |
| 2023 | Inzell              | Jordan Stolz                    | Tim Prins                       | Issa Gunji                      |
| 2024 | Hachinohe           | Koo Kyung-min                   | Issa Gunji                      | Finn Sonnekalb                  |
| 2025 | Collalbo            | Finn Sonnekalb                  | Didrik Eng Strand               | Jalen Doan                      |

#### 1500 meter
| Jaar | Plaats              | Goud                            | Zilver                          | Brons                           |
| 2009 | Zakopane            | Pim Cazemier                    | Roman Kretsj                    | Jan Daldossi                    |
| 2010 | Moskou              | Brian Hansen                    | Koen Verweij                    | Antoine Gélinas-Beaulieu        |
| 2011 | Seinäjoki           | Sverre Lunde Pedersen           | Li Bailin                       | Håvard Holmefjord Lorentzen     |
| 2012 | Obihiro             | Sverre Lunde Pedersen           | Thomas Krol                     | Håvard Holmefjord Lorentzen     |
| 2013 | Collalbo            | Seo Jeong-su                    | Junya Miwa                      | Simen Spieler Nilsen            |
| 2014 | Bjugn               | Yang Fan                        | Kai Verbij                      | Patrick Roest                   |
| 2015 | Warschau            | Patrick Roest                   | Kim Min-seok                    | Emery Lehman                    |
| 2016 | Changchun           | Kim Min-seok                    | Benjamin Donnelly               | Marcel Bosker                   |
| 2017 | Helsinki            | Allan Dahl Johansson            | Chris Huizinga                  | Tyson Langelaar                 |
| 2018 | Salt Lake City      | Allan Dahl Johansson            | David La Rue                    | Kim Min-seok                    |
| 2019 | Baselga di Piné     | Chung Jae-won                   | Sergej Loginov                  | Francesco Betti                 |
| 2020 | Tomaszów Mazowiecki | Tsubasa Horikawa                | Stepan Tsjistiakov              | Chung Jae-won                   |
| 2021 | Hachinohe           | Afgelast vanwege coronapandemie | Afgelast vanwege coronapandemie | Afgelast vanwege coronapandemie |
| 2022 | Innsbruck           | Tim Prins                       | Joep Wennemars                  | Emil Pedersen Matre             |
| 2023 | Inzell              | Jordan Stolz                    | Kotaro Kasahara                 | Ho-jun Yanga                    |
| 2024 | Hachinohe           | Didrik Eng Strand               | Finn Sonnekalb                  | Szymon Wojtakowski              |
| 2025 | Collalbo            | Finn Sonnekalb                  | Didrik Eng Strand               | Metoděj Jílek                   |

#### 5000 meter
| Jaar | Plaats              | Goud                            | Zilver                          | Brons                           |
| 2009 | Zakopane            | Koen Verweij                    | Brian Hansen                    | Jonathan Kuck                   |
| 2010 | Moskou              | Koen Verweij                    | Brian Hansen                    | Antoine Gélinas-Beaulieu        |
| 2011 | Seinäjoki           | Sverre Lunde Pedersen           | Kristian Reistad Fredriksen     | Simen Spieler Nilsen            |
| 2012 | Obihiro             | Sverre Lunde Pedersen           | Simen Spieler Nilsen            | Kim Cheol-min                   |
| 2013 | Collalbo            | Emery Lehman                    | Andrea Giovannini               | Simen Spieler Nilsen            |
| 2014 | Bjugn               | Nils van der Poel               | Patrick Roest                   | Emery Lehman                    |
| 2015 | Warschau            | Nils van der Poel               | Patrick Roest                   | Emery Lehman                    |
| 2016 | Changchun           | Benjamin Donnelly               | Kim Min-seok                    | Chris Huizinga                  |
| 2017 | Helsinki            | Chris Huizinga                  | Marwin Talsma                   | Graeme Fish                     |
| 2018 | Salt Lake City      | Chung Jae-won                   | Allan Dahl Johansson            | Jegor Sjkolin                   |
| 2019 | Baselga di Piné     | Lukas Mann                      | Hallgeir Engebråten             | Daniil Aldosjkin                |
| 2020 | Tomaszów Mazowiecki | Daniil Aldosjkin                | Yves Vergeer                    | Casey Dawson                    |
| 2021 | Hachinohe           | Afgelast vanwege coronapandemie | Afgelast vanwege coronapandemie | Afgelast vanwege coronapandemie |
| 2022 | Innsbruck           | Sigurd Henriksen                | Stijn van de Bunt               | Vladimir Semirunniy             |
| 2023 | Inzell              | Sigurd Henriksen                | Remco Stam                      | Jordan Stolz                    |
| 2024 | Hachinohe           | Sigurd Henriksen                | Metoděj Jílek                   | Didrik Eng Strand               |
| 2025 | Collalbo            | Metoděj Jílek                   | Taiga Sasaki                    | Sil van der Veen                |

### Meisjes

#### 500 meter
| Jaar | Plaats              | Goud                            | Zilver                          | Brons                           |
| 2009 | Zakopane            | Olga Fatkoelina                 | Ahn Jee-min                     | Yukina Nishina                  |
| 2010 | Moskou              | Jekaterina Ajdova               | Lotte van Beek                  | Janine Smit                     |
| 2011 | Seinäjoki           | Karolína Erbanová               | Jekaterina Ajdova               | Kim Hyun-yung                   |
| 2012 | Obihiro             | Karolína Erbanová               | Kim Hyun-yung                   | Miho Takagi                     |
| 2013 | Collalbo            | Kim Hyun-yung                   | Vanessa Bittner                 | Kako Yamane                     |
| 2014 | Bjugn               | Vanessa Bittner                 | Antoinette de Jong              | Bente van den Berge             |
| 2015 | Warschau            | Vanessa Bittner                 | Darja Katsjanova                | Sun Nan                         |
| 2016 | Changchun           | Darja Katsjanova                | Kim Min-jo                      | Jelizaveta Kazelina             |
| 2017 | Helsinki            | Darja Katsjanova                | Sun Nan                         | Jutta Leerdam                   |
| 2018 | Salt Lake City      | Kurumi Inagawa                  | Jutta Leerdam                   | Michelle de Jong                |
| 2019 | Baselga di Piné     | Femke Beuling                   | Femke Kok                       | Michelle de Jong                |
| 2020 | Tomaszów Mazowiecki | Femke Kok                       | Moe Kumagai                     | Robin Groot                     |
| 2021 | Hachinohe           | Afgelast vanwege coronapandemie | Afgelast vanwege coronapandemie | Afgelast vanwege coronapandemie |
| 2022 | Innsbruck           | Pien Smit                       | Yukino Yoshida                  | Sophie Warmuth                  |
| 2023 | Inzell              | Serena Pergher                  | Angel Daleman                   | Alina Dauranova                 |
| 2024 | Hachinohe           | Angel Daleman                   | Jung Hui-dan                    | Hana Noake                      |
| 2025 | Collalbo            | Shizuko Okuaki                  | Jung Hui-dan                    | Hanna Mazur                     |

#### 1000 meter
| Jaar | Plaats              | Goud                            | Zilver                          | Brons                           |
| 2009 | Zakopane            | Roxanne van Hemert              | Hege Bøkko                      | Olga Fatkoelina                 |
| 2010 | Moskou              | Lotte van Beek                  | Hege Bøkko                      | Karolína Erbanová               |
| 2011 | Seinäjoki           | Karolína Erbanová               | Hege Bøkko                      | Kali Christ                     |
| 2012 | Obihiro             | Miho Takagi                     | Karolína Erbanová               | Kate Hanly                      |
| 2013 | Collalbo            | Vanessa Bittner                 | Miho Takagi                     | Antoinette de Jong              |
| 2014 | Bjugn               | Antoinette de Jong              | Melissa Wijfje                  | Sanneke de Neeling              |
| 2015 | Warschau            | Vanessa Bittner                 | Sanneke de Neeling              | Jelizaveta Kazelina             |
| 2016 | Changchun           | Jelizaveta Kazelina             | Darja Katsjanova                | Han Mei                         |
| 2017 | Helsinki            | Darja Katsjanova                | Joy Beune                       | Béatrice Lamarche               |
| 2018 | Salt Lake City      | Joy Beune                       | Jutta Leerdam                   | Elisa Dul                       |
| 2019 | Baselga di Piné     | Michelle de Jong                | Femke Kok                       | Karolina Bosiek                 |
| 2020 | Tomaszów Mazowiecki | Femke Kok                       | Robin Groot                     | Marrit Fledderus                |
| 2021 | Hachinohe           | Afgelast vanwege coronapandemie | Afgelast vanwege coronapandemie | Afgelast vanwege coronapandemie |
| 2022 | Innsbruck           | Yukino Yoshida                  | Alina Dauranova                 | Jade Groenewoud                 |
| 2023 | Inzell              | Angel Daleman                   | Alina Dauranova                 | Greta Myers                     |
| 2024 | Hachinohe           | Angel Daleman                   | Emika Miyagawa                  | Meike Veen                      |
| 2025 | Collalbo            | Jeannine Rosner                 | Hanna Mazur                     | Shizuko Okuaki                  |

#### 1500 meter
| Jaar | Plaats              | Goud                            | Zilver                          | Brons                           |
| 2009 | Zakopane            | Roxanne van Hemert              | Yvonne Nauta                    | Olga Fatkoelina                 |
| 2010 | Moskou              | Lotte van Beek                  | Hege Bøkko                      | Karolína Erbanová               |
| 2011 | Seinäjoki           | Karolína Erbanová               | Pien Keulstra                   | Hege Bøkko                      |
| 2012 | Obihiro             | Karolína Erbanová               | Kim Bo-reum                     | Pien Keulstra                   |
| 2013 | Collalbo            | Miho Takagi                     | Kaitlyn McGregor                | Antoinette de Jong              |
| 2014 | Bjugn               | Melissa Wijfje                  | Antoinette de Jong              | Jelizaveta Kazelina             |
| 2015 | Warschau            | Melissa Wijfje                  | Sanneke de Neeling              | Park Ji-woo                     |
| 2016 | Changchun           | Jelizaveta Kazelina             | Esther Kiel                     | Béatrice Lamarche               |
| 2017 | Helsinki            | Jutta Leerdam                   | Sanne In 't Hof                 | Darja Katsjanova                |
| 2018 | Salt Lake City      | Joy Beune                       | Jutta Leerdam                   | Elisa Dul                       |
| 2019 | Baselga di Piné     | Femke Kok                       | Karolina Bosiek                 | Ragne Wiklund                   |
| 2020 | Tomaszów Mazowiecki | Robin Groot                     | Femke Kok                       | Merel Conijn                    |
| 2021 | Hachinohe           | Afgelast vanwege coronapandemie | Afgelast vanwege coronapandemie | Afgelast vanwege coronapandemie |
| 2022 | Innsbruck           | Jade Groenewoud                 | Evelien Vijn                    | Chloé Hoogendoorn               |
| 2023 | Inzell              | Angel Daleman                   | Jade Groenewoud                 | Greta Myers                     |
| 2024 | Hachinohe           | Angel Daleman                   | Emika Miyagawa                  | Meike Veen                      |
| 2025 | Collalbo            | Jeannine Rosner                 | Ayano Sekiguchi                 | Hanna Mazur                     |

#### 3000 meter
| Jaar | Plaats              | Goud                            | Zilver                          | Brons                           |
| 2009 | Zakopane            | Yvonne Nauta                    | Park Do-yeong                   | Roxanne van Hemert              |
| 2010 | Moskou              | Lotte van Beek                  | Yvonne Nauta                    | Jelena Sochrjakova              |
| 2011 | Seinäjoki           | Park Do-yeong                   | Kim Bo-reum                     | Pien Keulstra                   |
| 2012 | Obihiro             | Park Do-yeong                   | Kim Bo-reum                     | Pien Keulstra                   |
| 2013 | Collalbo            | Antoinette de Jong              | Miho Takagi                     | Kaitlyn McGregor                |
| 2014 | Bjugn               | Antoinette de Jong              | Melissa Wijfje                  | Jade van der Molen              |
| 2015 | Warschau            | Melissa Wijfje                  | Sanneke de Neeling              | Jelizaveta Kazelina             |
| 2016 | Changchun           | Jelizaveta Kazelina             | Park Ji-woo                     | Esther Kiel                     |
| 2017 | Helsinki            | Joy Beune                       | Sanne In 't Hof                 | Jutta Leerdam                   |
| 2018 | Salt Lake City      | Joy Beune                       | Jutta Leerdam                   | Lemi Williamson                 |
| 2019 | Baselga di Piné     | Ragne Wiklund                   | Robin Groot                     | Karolina Bosiek                 |
| 2020 | Tomaszów Mazowiecki | Robin Groot                     | Momoka Horikawa                 | Merel Conijn                    |
| 2021 | Hachinohe           | Afgelast vanwege coronapandemie | Afgelast vanwege coronapandemie | Afgelast vanwege coronapandemie |
| 2022 | Innsbruck           | Jade Groenewoud                 | Evelien Vijn                    | Mio Takahashi                   |
| 2023 | Inzell              | Momoka Horikawa                 | Jade Groenewoud                 | Angel Daleman                   |
| 2024 | Hachinohe           | Aurora Grinden Løvås            | Hana Noake                      | Akane Iida                      |
| 2025 | Collalbo            | Jeannine Rosner                 | Emily Tormen                    | Jasmijn Veenhuis                |

## Massastart

### Jongens
| Jaar | Plaats              | Goud                            | Zilver                          | Brons                           |
| 2015 | Warschau            | Oh Hyun-min                     | Marcel Bosker                   | Zhou Bin                        |
| 2016 | Changchun           | Kim Min-seok                    | Christopher Fiola               | Benjamin Donnelly               |
| 2017 | Helsinki            | Chris Huizinga                  | Oh Hyeon-min                    | Graeme Fish                     |
| 2018 | Salt Lake City      | David La Rue                    | Ethan Cepuran                   | Kim Min-seok                    |
| 2019 | Baselga di Piné     | Gabriel Odor                    | Merijn Scheperkamp              | Tsubasa Horikawa                |
| 2020 | Tomaszów Mazowiecki | Tsubasa Horikawa                | Gabriel Odor                    | Shin Jae-wan                    |
| 2021 | Hachinohe           | Afgelast vanwege coronapandemie | Afgelast vanwege coronapandemie | Afgelast vanwege coronapandemie |
| 2022 | Innsbruck           | Yang Ho-jun                     | Kayo Vos                        | Issei Matsumoto                 |
| 2023 | Inzell              | Lukáš Steklý                    | Daniel Hall                     | Jordan Stolz                    |
| 2024 | Hachinohe           | Yuta Fuchigami                  | Daniel Hall                     | Taiki Shingai                   |
| 2025 | Collalbo            | Metoděj Jílek                   | Shomu Sasaki                    | William Silk                    |

### Meisjes
| Jaar | Plaats              | Goud                              | Zilver                          | Brons                           |
| 2015 | Warschau            | Vanessa Bittner                   | Park Cho-won                    | Melissa Wijfje                  |
| 2016 | Changchun           | Ayano Sato                        | Esther Kiel                     | Béatrice Lamarche               |
| 2017 | Helsinki            | Elisa Dul                         | Sanne In 't Hof                 | Béatrice Lamarche               |
| 2018 | Salt Lake City      | Béatrice Lamarche                 | Karolina Bosiek                 | Laura Peveri                    |
| 2019 | Baselga di Piné     | Laura Peveri                      | Ma Yuhan                        | Robin Groot                     |
| 2020 | Tomaszów Mazowiecki | Robin Groot                       | Laura Peveri                    | Merel Conijn                    |
| 2021 | Hachinohe           | Afgelast vanwege coronapandemie   | Afgelast vanwege coronapandemie | Afgelast vanwege coronapandemie |
| 2022 | Innsbruck           | Chloé Hoogendoorn                 | Evelien Vijn                    | Park Chae-won                   |
| 2023 | Inzell              | Angel Daleman                     | Chloé Hoogendoorn               | Yu-Na Yeong                     |
| 2024 | Hachinohe           | Angel Daleman                     | Patricia Koot                   | Hana Noake                      |
| 2025 | Collalbo            | Jéssica Carolina Santos Rodrigues | Ona Rodriguez Cornejo           | Marley Soldan                   |

## Teamsprint

### Jongens
| Jaar | Plaats              | Goud                                                                 | Zilver                                                                  | Brons                                                              |
| 2015 | Warschau            | Zuid-Korea Kim Jun-ho Kim Min-seok Yang Seung-yong                   | Noorwegen Magnus Myhren Kristensen Bjørn Magnussen Henrik Fagerli Rukke | Rusland Danila Bobyr Michail Kazelin Viktor Moesjtakov             |
| 2016 | Changchun           | Rusland Michail Kazelin Viktor Moesjtakov Aleksandr Tkatsj           | China Alemasi Kahanbai Gao Tingyu Yang Tao                              | Wit-Rusland Jevgenij Bolgov Ihnat Halavatsjoek Stanislav Ignatenko |
| 2017 | Helsinki            | Nederland Niek Deelstra Thijs Govers Tijmen Snel                     | Canada Connor Howe Tyson Langelaar David La Rue                         | Duitsland Ole Jeske Jeremias Marx Max Reder                        |
| 2018 | Salt Lake City      | Zuid-Korea Chung Jae-woong Kim Min-seok Park Seong-hyeon             | Duitsland Paul Galczinsky Ole Jeske Max Reder                           | Rusland Sergej Loginov Aleksandr Podolskii Roeslan Zacharov        |
| 2019 | Baselga di Piné     | Nederland Janno Botman Mika van Essen Merijn Scheperkamp             | Zuid-Korea Cho Sang-hyeok Oh Sang-hun Park Seong-hyeon                  | Rusland Artjom Arefjev Sergej Loginov Nikolaj Troesov              |
| 2020 | Tomaszów Mazowiecki | Zuid-Korea Cho Sang-hyeok Lee Byeong-hun Oh Sang-hun                 | Rusland Daniil Aldosjkin Artjom Arefjev Stepan Tsjistiakov              | Nederland Jarle Gerrits Kai in 't Veld Stefan Westenbroek          |
| 2021 | Hachinohe           | Afgelast vanwege coronapandemie                                      | Afgelast vanwege coronapandemie                                         | Afgelast vanwege coronapandemie                                    |
| 2022 | Innsbruck           | Rusland Sergei Bukuev Nikita Proshin Vsevolod Yatov                  | Spanje Nil Llop Alexander Rezzonico Manuel Taibo                        | Zuid-Korea Cho Yeong-jun Jang Seo-jin Ko Eun-woo                   |
| 2023 | Inzell              | Verenigde StatenJonathan Tobon Jordan Stolz Auggie Herman            | NederlandSijmen Egberts Jenning de Boo Tim Prins                        | Zuid-KoreaYang Ho-jun Jun Kyu-dam Koo Kyung-min                    |
| 2024 | Hachinohe           | NoorwegenDidrik Eng Strand Finn Elias Haneberg Miika Johan Klevstuen | CanadaMax Poulin Luca Veeman Jalen Doan                                 | PolenMateusz Śliwka Szymon Wojtakowski Kacper Abratkiewicz         |
| 2025 | Collalbo            | NoorwegenMiika Johan Klevstuen Arne Lernes Didrik Eng Strand         | PolenMikołaj Bielas Szymon Hostyński Mateusz Śliwka                     | DuitslandLevente Engst Lennart Grabe Finn Sonnekalb                |

### Meisjes
| Jaar | Plaats              | Goud                                                            | Zilver                                                          | Brons                                                          |
| 2015 | Warschau            | Zuid-Korea Kim Min-sun Park Cho-won Park Ji-woo                 | China Lin Xue Shi Xiaoxuan Sun Nan                              | Rusland Darja Katsjanova Jelizaveta Kazelina Anastasia Tsjepil |
| 2016 | Changchun           | Rusland Darja Katsjanova Jelizaveta Kazelina Vladlena Rogatkina | Japan Miku Asano Ayano Sato Rio Yamada                          | Polen Karolina Bosiek Andżelika Wójcik Kaja Ziomek             |
| 2017 | Helsinki            | China Li Huawei Sun Nan Yang Sining                             | Italië Noemi Bonazza Chiara Cristelli Deborah Grisenti          | Zuid-Korea Eom Chae-rin Hwang Da-som Kim Haeun                 |
| 2018 | Salt Lake City      | Nederland Femke Beuling Michelle de Jong Jutta Leerdam          | Zuid-Korea Kim Min-jo Park Chae-eun Park Ji-woo                 | Polen Karolina Bosiek Karolina Gąsecka Natalia Jabrzyk         |
| 2019 | Baselga di Piné     | Nederland Femke Beuling Michelle de Jong Femke Kok              | Rusland Anastasia Korkina Kristina Silaeva Anna Vasjkene        | Noorwegen Ane By Farstad Julie Nistad Samsonsen Ragne Wiklund  |
| 2020 | Tomaszów Mazowiecki | Nederland Myrthe de Boer Marrit Fledderus Femke Kok             | Rusland Jelizaveta Agafosjina Marina Avtonomova Irina Slesareva | Zuid-Korea Kang Soo-min Kim Min-hui Shin Seung-heun            |
| 2021 | Hachinohe           | Afgelast vanwege coronapandemie                                 | Afgelast vanwege coronapandemie                                 | Afgelast vanwege coronapandemie                                |
| 2022 | Innsbruck           | Nederland Jildou Hoekstra Chloé Hoogendoorn Pien Smit           | Zuid-Korea Chung Hyun-Seo Kang Soo-min Lee Soo-yeon             | Kazachstan Alina Dauranova Darya Gavrilova Inessa Shumekova    |
| 2023 | Inzell              | NederlandPien Hersman Chloé Hoogendoorn Pien Smit               | KazachstanAlina Dauranova Alena Lifatova Arina Ilyashhenko      | ItaliëGiorgia Fusetto Serena Pergher Giorgia Aiello            |
| 2024 | Hachinohe           | NederlandAngel Daleman Meike Veen Jillian Knook                 | KazachstanDarya Gavrilova Kristina Sjoemekova Alina Sjoemekova  | CanadaCamille Tremblay Skylar van Horne Julia Snelgrove        |
| 2025 | Collalbo            | PolenWiktoria Dąbrowska Julia Grzywińska Hanna Mazur            | CanadaIsabelle Champagne Julia Snelgrove Skylar van Horne       | Zuid-KoreaJung Hui-dan Lee Je-in Lim Lee-won                   |